# Liste des navires de la Marine de la république de Chine
Voici la liste des navires de la Marine de la république de Chine en 2025.

## Flottes de combat

### Destroyers
| Classe          | Image | Navires | Notes                                                                   |
| --------------- | ----- | --- | ----------------------------------------------------------------------- |
| Classe Kee Lung |       | - Kee Lung (DDG-1801), ex-USS Scott - Su Ao (DDG-1802), ex-USS Callaghan - Tso Ying (DDG-1803), ex-USS Kidd - Ma Kong (DDG-1805), ex-USS Chandler | Anciens navires de classe Kidd de l'US Navy transféré à Taïwan en 2005. |

### Frégates
| Classe           | Image | Navires | Notes                                                                                     |
| ---------------- | ----- | --- | ----------------------------------------------------------------------------------------- |
| Classe Kan Ding  |       | - Kang Ding (FFG-1202) - Si Ning (FFG-1203) - Wu Chang (FFG-1205) - Di Hua (FFG-1206) - Kun Ming (FFG-1207) - Chen De (FFG-1208) | Frégates de classe La Fayette construite en 1996 par la France.                           |
| Classe Chen Kung |       | - Cheng Kung (PFG2-1101) - Cheng Ho (PFG2-1103) - Chi Kuang (PFG2-1105) - Yueh Fei (PFG2-1106) - Tzu I (PFG2-1107) - Pan Chao (PFG2-1108) - Chang Chien (PFG2-1109) - Tian Dan (PFG2-1110) - Ming Chuan (PFG-1112) - Feng Jia (PFG-1115) | Navires construits en 1989 par l'armateur CSBC Corporation avec l'aide de Lockeed Martin. |
| Classe Chi Yang  |       | - Fong Yang (FF-933), ex-USS Brewton - Lan Yang (FF-935, ex-USS Joseph Hewes) - Hae Yang (FF-936, ex-USS Cook) - Hwai Yang (FF-937, ex-USS Barbey) - Ning Yang (FF-938, ex-USS Aylwin) - Yi Yang (FF-939, ex-USS Valdez) - Fen Yang (FF-934), ex-USS Kirk, retirés du service en 2015 pour servir de réserves de pièces détachés. - Chi Yang (FF-932), ex-USS Robert E. Peary, retirés du service en 2015 pour servir de réserves de pièces détachés. | Navires de classe Knox acheté par Taïwan en 1992.                                         |

### Corvettes
| Classe            | Image | Navires | Notes |
| ----------------- | ----- | --- | ----- |
| Classe Tuo Chiang |       | - Tuo Chiang (PGG-618) - Ta Chiang (PGG-619) - Fu Chiang (PGG-620) - Hsu Chiang (PGG-621) - Wu Chiang (PGG-623) - An Chiang (PGG-625) - Wan Chiang (PGG-626) |       |

### Sous-Marins
| Classe          | Image | Navires                                | Notes                                                                                               |
| --------------- | ----- | -------------------------------------- | --------------------------------------------------------------------------------------------------- |
| Classe Hai Lung |       | - Hai Lung (SS-793) - Hai Hu (SS-794)  | Fabriqué par l'armateur néerlandais Wilton-Fijenoord pour la marine taïwanaise entre 1982 et 1986.  |
| Classe Hai Shih |       | - Hai Shih (SS-791) - Hai Bao (SS-792) | Sous-marins de classes Trench d'origines américaines, originellement construits entre 1944 et 1951. |
| Classe Hai Kun  |       | - Hai Kun (SS-711)                     | Premier sous-marins entièrement construits à Taïwan.                                                |

### Bâtiments de débarquement
| Classe           | Image | Navires                                                                      | Notes                                                          |
| ---------------- | ----- | ---------------------------------------------------------------------------- | -------------------------------------------------------------- |
| Classe Anchorage |       | - Hsu Hai (LSD-193), ex USS Pensacola                                        | Navire transféré en 1999 par l'US Navy.                        |
| Classe Newport   |       | - Chung Ho (LST-232), ex-USS Manitowoc - Chung Ping (LST-233), ex-USS Sumter | Navire transféré par l'US Navy, en 1997 et 200 respectivement. |

### Chasseurs de mines
| Classe           | Image                    | Navires                                                                                     | Notes |
| ---------------- | ------------------------ | ------------------------------------------------------------------------------------------- | ----- |
| Classe Yung Feng | Le Yung-Feng (MHC-1301). | - Yung Feng (MHC-1301) - Yung Chia (MHC-1302) - Yung Nien (MHC-1303) - Yung Shun (MHC-1305) |       |
| Classe Yung Yang |                          | - Yung Yang (MSO-1306) - Yung Tzu (MSO-1307) - Yung Ku (MSO-1308) - Yung Teh (MSO-1309)     |       |
| Classe Yung-Jin  |                          | - Yung Jin (MHC-1310) - Yung An (MHC-1311)                                                  |       |

### Mouilleurs de mines
| Classe           | Image | Navires                             | Note |
| ---------------- | ----- | ----------------------------------- | ---- |
| Classe Min Jiang |       | - FMLB-1 - FMLB-2 - FMLB-3 - FMLB-5 |      |

### Patrouilleurs
| Classe              | Image | Navires | Note                                                                  |
| ------------------- | ----- | --- | --------------------------------------------------------------------- |
| Classe Ching Chiang |       | - Kao Chiang (PGG-609) - Jin Chiang (PGG-610) - Hsiang Chiang (PGG-611) - Po Chiang (PGG-613) - Chang Chiang (PGG-615) - Chu Chian (PGG-616) - Jing Chiang (PGG-603), retiré du service au 1er février 2021. - Dang Chiang (PGG-605), retiré du service en 2022. - Feng Chiang (PGG-607), retiré du service en 2022. - Tzeng Chiang (PGG-608), retiré du service en 2023. - Sing Chiang( PGG-606), retiré du service en 2023. - Tze Chiang (PGG-612 ), retiré du service en 2023. | Premiers navires construits à Taïwan entre 1994 et 2000.              |
| Classe Kuang Hua VI |       | |                                                                       |
| Classe Hai Ou       |       | | 31 navires de cette classe ont été produits, notés FACG 61 à FACG 93. |

## Navires auxillaires

### Navires ravitailleurs
| Classe         | Image | Navires           | Notes                                                         |
| -------------- | ----- | ----------------- | ------------------------------------------------------------- |
| Classe Wu Yi   |       | Wu Yi (AOE-530)   | Premier navire taïwanais à accueillir des officiers féminins. |
| Classe Pan Shi |       | Pan Shi (AOE-532) |                                                               |

### Navire de télécommunication
| Classe            | Image | Navires            | Notes |
| ----------------- | ----- | ------------------ | ----- |
| Classe Kao Hsiung |       | Kao Hsiung (AGC-1) |       |

### Navire océanographique
| Classe          | Image | Navires            | Notes |
| --------------- | ----- | ------------------ | ----- |
| Classe Ta Kuang |       | Ta Kuan (AGS-1601) |       |